# 紫金山

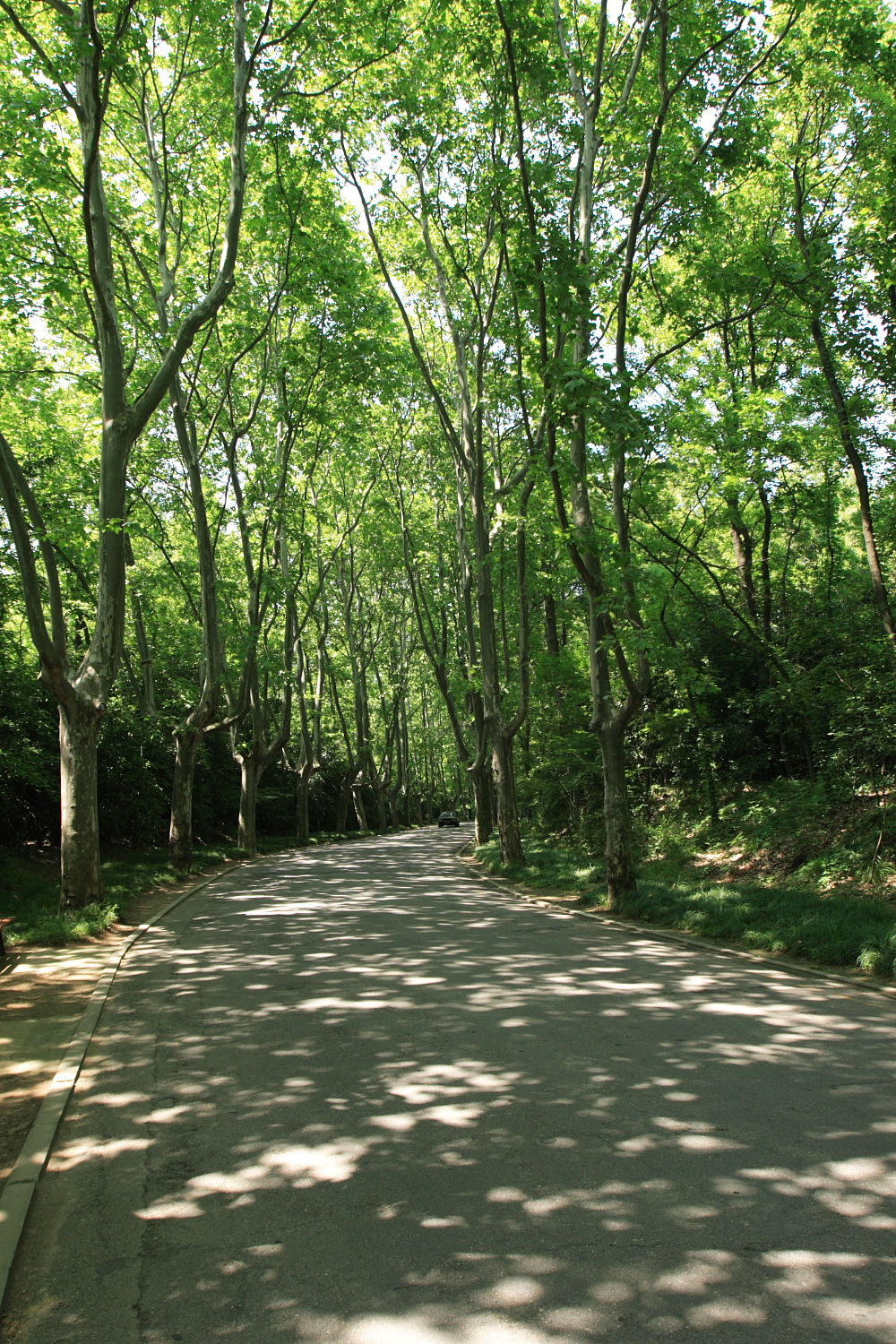
紫金山上的公路

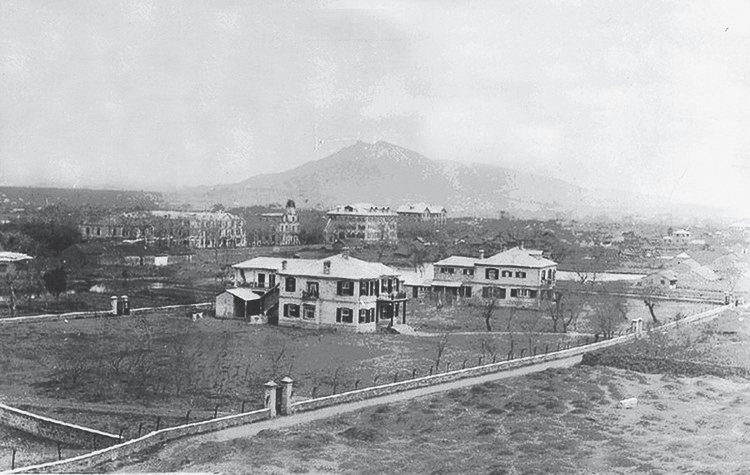
1911年摄，正后方背景为紫金山。

紫金山，又名蔣山、鍾山、神烈山，是一處位于中国江蘇南京城东側的山陵。其东西向長度约7公里，南北向長度约3公里，面积約20平方公里。 其主峰北高峰海拔高程約448.2米。

其所在之风景区自然與人文景觀相互融合，是著名的旅遊景點，名列中華人民共和國國家級風景名勝區之一。

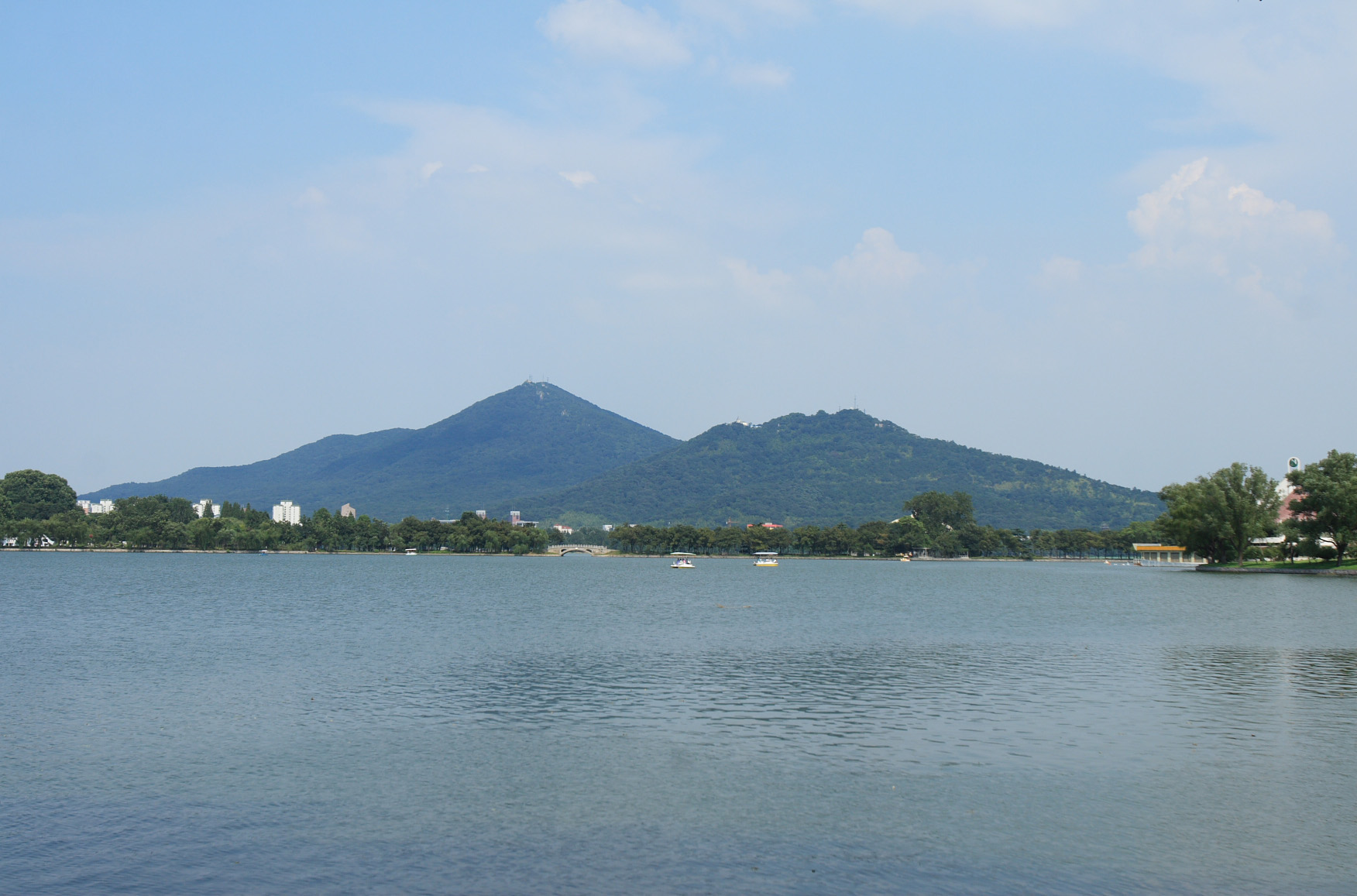
从玄武湖远眺紫金山

## 名稱由來
東漢末年，秣陵縣縣尉蔣子文戰死且被安葬於當地；三國時代，當地有關蔣子文顯靈的傳聞不斷，孫權於是將他冊封為鍾山之山神，並將鍾山改名作蔣山（另說孫吳政權同時考慮避諱問題）。
南北朝時期，因該山陵位在南朝歷代都城建康之北側，於是稱其作北山。
稱作紫金山，則是因其局部断层紫色砾石外露，在阳光照射时，远看呈紫金色。
明朝嘉靖十年（1531年），曾因孝陵位在钟山，改名神烈山。

## 钟山风景区景点

### 明孝陵景区
- 明孝陵
- 四方城
- 孙权墓
- 紫霞湖
- 正气亭

### 中山陵景区
- 中山陵
- 美龄宫
- 音乐台
- 流徽榭

### 灵谷景区
- 灵谷寺
- 谭延闿墓
- 邓演达墓

### 头陀岭景区
- 紫金山主峰

### 其它景点
- 梅花山
- 中山植物园
- 廖仲恺、何香凝墓
- 抗日航空烈士公墓
- 紫金山天文台
- 紫金山觀光索道

## 开放及售票时间
- 明孝陵景区售票时间  ：2月—11月6:30--18:30，12月—次年1月7:00--17:30

- 灵谷景区售票时间    ：2月—11月6:30--18:30，12月—次年1月7:00--17:30

- 音乐台景区售票时间  ：2月—11月6:30--18:30，12月—次年1月7:00--17:30

- 美龄宫售票时间      ：7:30—17:30（17：30停止售票）

- 白马公园售票时间    ：7:00—17:30

- 紫金山索道售票时间  ：9:00—17:00

- 孙中山纪念馆开放时间          ：9:00—17:00(16:30停止入馆)；周一闭馆（国家法定节假日除外）

- 南京抗日航空烈士纪念馆开放时间：9:00—17:00（16:30停止入馆）；周一闭馆

- 明孝陵博物馆开放时间          ：9:00—17:00（16：30停止入馆）；周一闭馆（国家法定节假日除外）

- 东吴大帝孙权纪念馆开放时间    ：9:00—17：00（16：30停止入馆）[4]

## 延伸阅读
[在维基数据编辑]
 《欽定古今圖書集成·方輿彙編·山川典·鍾山部》，出自陈梦雷《古今圖書集成》